# Raúl Savoy
Raúl Savoy (San Antonio de Areco, 13 novembre 1940 – Buenos Aires, 10 dicembre 2003) è stato un calciatore argentino, di ruolo centrocampista.
Con l'Independiente vince due titoli argentini, due Libertadores consecutive, ma perde due Coppe Intercontinentali di fila (1964 e 1965), entrambe contro gli italiani dell'Inter. Nel 1969 si trasferisce al Boca Juniors, vincendo due campionati e la Copa Argentina 1969.

## Palmarès

### Competizioni nazionali
- Campionato argentino: 4

Independiente: 1960, 1963
Boca Juniors: Metropolitano 1969, Nacional 1970
- Copa Argentina: 1

Boca Juniors: 1969

### Competizioni internazionali
- Coppa Libertadores: 2

Independiente: 1964, 1965